# Hans Berger (Mediziner)

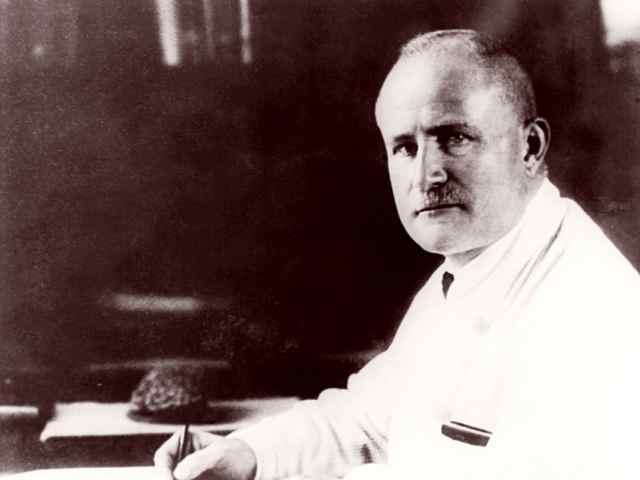
Hans Berger, um 1920

Hans Berger (* 21. Mai 1873 in Neuses/Coburg; † 1. Juni 1941 in Jena) war ein deutscher Neurologe und Psychiater; er war 1924 der Entwickler der Elektroenzephalographie (EEG).

## Leben

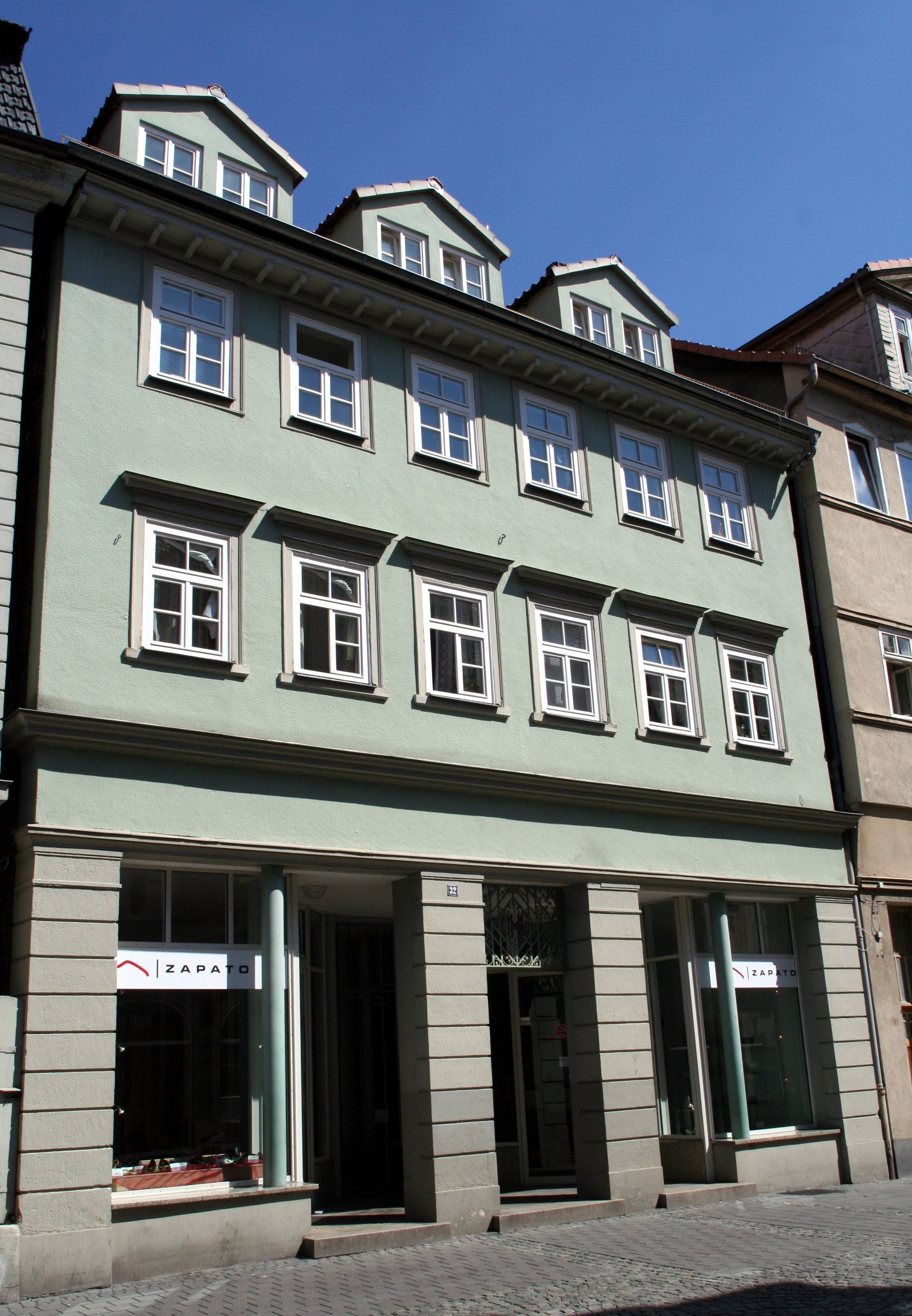
Bergers Wohnhaus Steinweg 32 in Coburg

Hans Berger verbrachte seine Kindheit in Neuses bei Coburg mit seinen Eltern und vier Schwestern. Er war der Sohn des Arztes Paul Friedrich Berger, Direktor des Coburger Landkrankenhauses. Sein Großvater war der Dichter und Orientalist Friedrich Rückert.
Berger besuchte das Gymnasium Casimirianum in Coburg, wo er 1892 das Abitur in allen Teilen mit „sehr gut“ bestand. Danach studierte er in Berlin zunächst Mathematik und Astronomie. Er wechselte später zur Medizin, das ihn von Berlin über Jena, wo er Mitglied der Burschenschaft Arminia auf dem Burgkeller wurde, Würzburg und Kiel schließlich wieder nach Jena führte (1893–1897), wo er auch promovierte.
1897 begann Hans Berger in Jena seine ärztliche Tätigkeit als Assistent an der Psychiatrischen Klinik unter der Leitung von Otto Binswanger. Sein Oberarzt zu jener Zeit war Theodor Ziehen. 1901 habilitierte er sich mit einer Arbeit Zur Lehre von der Blutzirkulation in der Schädelhöhle des Menschen, namentlich unter dem Einfluß von Medikamenten. 
1912 wurde er Oberarzt und 1919 Nachfolger von Binswanger als Direktor der Psychiatrischen Klinik sowie ordentlicher Professor.
1927/28 bekleidete er das Amt des Rektors der Jenaer Universität. Seine Rektoratsrede Über die Lokalisation im Großhirn stellt eine Art wissenschaftliches Glaubensbekenntnis dar.
In der Zeit des Nationalsozialismus war Hans Berger förderndes Mitglied der SS und wurde im Jahre 1938 emeritiert. Damit endete auch seine Tätigkeit als ärztlicher Beisitzer am Erbgesundheitsobergericht (EGOG) Jena, durch die er an den Zwangssterilisationen im nationalsozialistischen Deutschland mitgewirkt hatte. Nach Ausbruch des Zweiten Weltkrieges wurde ihm 1939 nochmals kommissarisch die Klinikleitung übertragen. Als ihn 1941 der NS-Rassenhygieniker Karl Astel bat, erneut am EGOG tätig zu werden, stimmte Berger am 4. März 1941 zu („Ich bin sehr gerne bereit, wieder als Beisitzer beim Erbgesundheitsobergericht in Jena mitzuwirken und danke Ihnen dafür.“), doch dazu kam es nicht mehr.

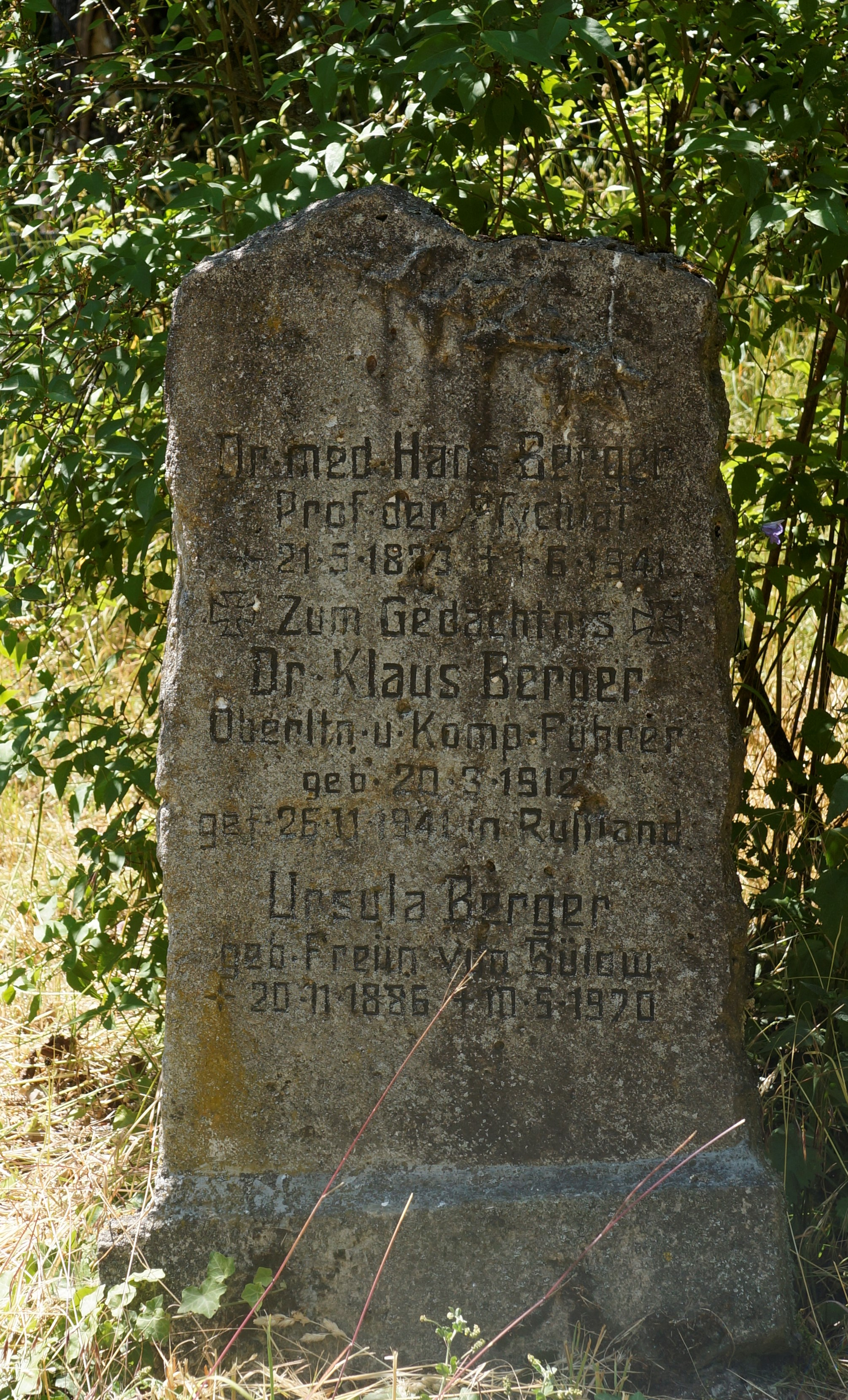
Grabstein für Hans Berger und Angehörige auf dem Johannisfriedhof in Jena

Am 1. Juni 1941 zwischen 4:20 und 7 Uhr morgens erhängte sich Hans Berger infolge einer Depression im Südflügel II der Medizinischen Klinik in Jena. Er wohnte zuletzt im Sanatorium für Nervenkranke in Bad Blankenburg, dessen Leiter er war. Er wurde in Jena begraben. 1940 wurde Berger dreimal, bei insgesamt 65 Nennungen, für den Nobelpreis nominiert und die beiden anderen Vorschläge 1942 und 1947 wurden aufgrund seines Todes nicht mehr evaluiert.

## Bergers Weg zum Elektroenzephalogramm

Elektroenzephalogramm, abgeleitet von Berger

Ein prägendes Erlebnis in seiner Jugend hat Berger motiviert, sein Leben dem Blick ins Fremdseelische zu widmen. Er schreibt:

„Als 19-jähriger Student bin ich bei einer militärischen Übung in Würzburg schwer verunglückt und mit knapper Not einem sicheren Tode entgangen. Ich stürzte, auf dem schmalen Rand eines steilen Hohlweg reitend, mit dem sich aufbäumenden und sich überschlagenden Pferde in eine in der Tiefe des Hohlwegs fahrende Batterie und kam unter das Rad eines Geschützes zu liegen. Im letzten Augenblick hielt das mit 6 Pferden bespannte Geschütz an, und ich kam mit dem Schrecken davon. Dies hatte sich in den Vormittagsstunden eines schönen Frühlingstages zugetragen. Am Abend desselben Tages erhielt ich von meinem Vater eine telegraphische Anfrage, wie es mir gehe? Es war dies das erste und einzige Mal in meinem Leben, daß ich eine solche Anfrage erhielt. Meine älteste Schwester, mit der ich in besonders innigem geschwisterlichen Verkehr stand, hatte diese telegraphische Anfrage veranlaßt, weil sie plötzlich meinen Eltern gegenüber behauptete, sie wisse bestimmt, daß mir ein Unglück zugestoßen sei. Meine Angehörigen lebten damals in Coburg. Das ist eine spontane Gedankenübertragung, bei der ich wohl im Augenblick der höchsten Gefahr, den sicheren Tod vor Augen, als Sender und die mir besonders nahe stehende Schwester als Empfängerin tätig war.“

Es handelt sich also um eine Erfahrung aus dem Gegenstandsbereich der Parapsychologie, die gleichsam an der Wiege der Elektroenzephalografie gestanden hat.
1902 begann Hans Berger mit Experimenten an der Hirnrinde von Hunden und Katzen. Dabei suchte er immer nach Wegen, die Beziehung zwischen Körper und Seele durch physikalische Methoden zu objektivieren. Er kann geistesgeschichtlich als ein Vertreter der Psychodynamik angesehen werden, die darauf abzielt, die Kluft zwischen Natur und Geist zu überbrücken, siehe den folgenden Abs. Würdigung von Bergers Verdienst.
1924 begann er, eine Methode zur Ableitung von „Hirnströmen“ am Menschen zu entwickeln. So bot sich die Möglichkeit, bei einem Patienten durch eine Trepanationsstelle von der unversehrten Großhirnrinde elektrische Aktivität abzuleiten. Am 6. Juli 1924 gelang es Berger, die ersten sicheren Ergebnisse zu registrieren – das erste Elektroenzephalogramm war entstanden.
Nach seinem Erfolg experimentierte Berger weiter, hatte Zweifel, begann wieder von neuem. Erst im Jahre 1929 publizierte er seine Entdeckung der durch das EEG beim Menschen nachweisbaren Aktionsströme des Gehirns. Seine Arbeit trug den Titel Über das Elektrenkephalogramm des Menschen.
Seine bahnbrechende Entdeckung fand viele Jahre keine Anwendung. Erst im Jahre 1934 stieß der englische Neurophysiologe Edgar Douglas Adrian auf die Arbeiten Bergers und erkannte die Tragweite der Entdeckung. Er gab dem Alpha-Grundrhythmus der hirnelektrischen Tätigkeit den Namen Berger-Rhythmus.

## Würdigung

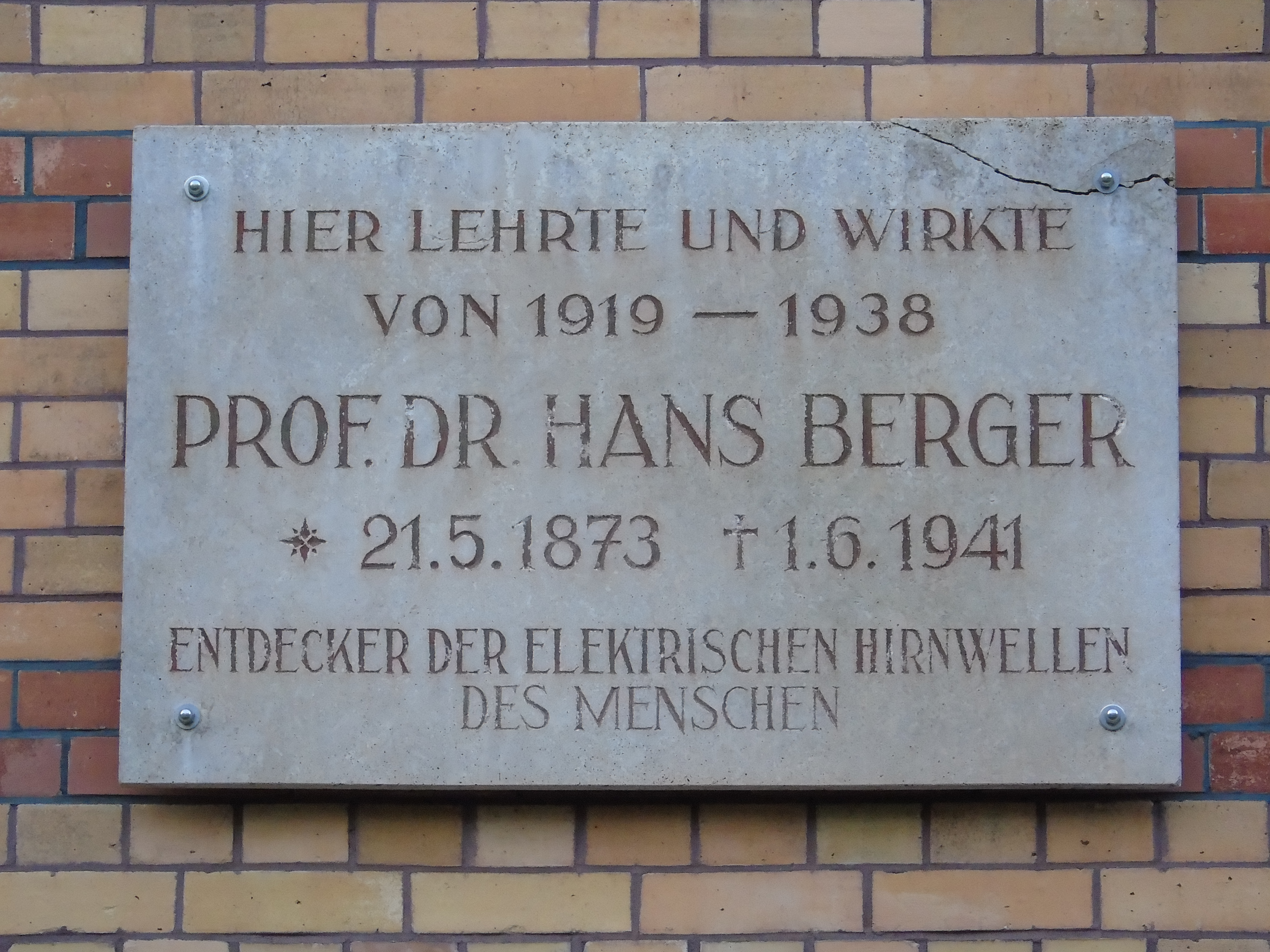
Gedenktafel, Universität Jena

Johann Kugler ehrte Berger, der ab 1937 der Deutschen Akademie der Naturforscher Leopoldina angehörte, im Geleitwort seiner Einführung in die Untersuchungsmethode des EEG, in dem er 1981 schrieb:

„Von Herbart und Lotze bis Fechner, von Wundt bis Ziehen und Lehmann haben die Psychophysik und die Psychophysiologie unablässig die Beziehungen zwischen Gehirn und Gedanken, zwischen physischer und psychischer Energie und zwischen objektiver Beobachtung und Introspektion vertieft. In seinem Bemühen um eine Lösung des Leib-Seele-Problems – eine Lösung, die mit den Mitteln der Wissenschaft unserer Zeit vielleicht unmöglich ist – hat Hans Berger nacheinander die Zirkulation, die Temperatur des Gehirnes und den körperlichen Ausdruck seelischer Zustände untersucht, um sich nach nicht wenigen Enttäuschungen der an der Schädeloberfläche registrierbaren Gehirnelektrizität zuzuwenden. War Hans Berger ein origineller Denker? Für die Berufsphilosophen und für die Großen aus der Reihe der Neuropsychiater seiner Zeit war er es gewiß nicht! War er wenigstens Elektrophysiologe? Sein Kollege Biedermann wäre der letzte gewesen, der ihm die Eigenschaften eines Nachfolgers von Du Bois-Reymond zuerkannt hätte. Was war Berger also dann? Wir verdanken die Elektroenzephalographie beim Menschen einem geistreichen, zähen und methodisch vorgehenden Arbeiter, der dem Prunk und Getümmel des Alltagslebens gleichgültig gegenüberstand, einem Wissenschaftler, der an der Westfront des Jahres 1917 Spinoza und Augustinus las, der unaufhörlich über die psychische Energie, ihren Ursprung und ihre Transformationen nachdachte und sich gleichzeitig ein reines Gemüt mit Vorliebe für Reime, Blumen und Sterne bewahrt hatte; mit der gleichen Passion sammelte er Steine wie EEG-Kurven und schrieb 1921: ‚Man soll lieben, was man hofft, und deshalb nur das schaffen, was man liebt.‘ Welche Vielfalt! Mögen unsere jungen deutschen Freunde seine 14 noch immer erregend aktuellen Artikel wieder zur Hand nehmen! Sie wurden in englischer Übersetzung 1969 von Gloor neu aufgelegt.
Dennoch mußte trotz dieses ungewöhnlichen Menschen die klinische Elektroenzephalographie zum Teil erst aus den Vereinigten Staaten, aus Kanada, Großbritannien und vom europäischen Kontinent nach Deutschland ‚heimkehren‘; sie kam standardisiert und elektronisiert zurück, jedoch bar ihrer geistigen Quellen und ihrer vornehmen Besitztümer.“

Nach Hans Berger ist der Berger-Effekt benannt, der in einer Bereitschaftsreaktion besteht, die aus der Ableitung der Hirnströme zu erkennen ist. Am 23. Mai 2000 wurde der am 13. September 1991 entdeckte Asteroid (12729) Berger nach Hans Berger benannt.
Aufgrund seines Wirkens im „Dritten Reich“ ist Berger mittlerweile als Namensgeber umstritten. Im Jahr 2021 wurde der Hans-Berger-Preis, den die Deutsche Gesellschaft für Klinische Neurophysiologie seit 1960 vergibt, in DGKN-Verdienstmedaille für das Lebenswerk im Bereich Neurophysiologie und Funktionelle Bildgebung umbenannt. Die Klinik für Neurologie der Universitätsklinik Jena will künftig nicht mehr als „Hans-Berger-Klinik“ auftreten.

## Schriften

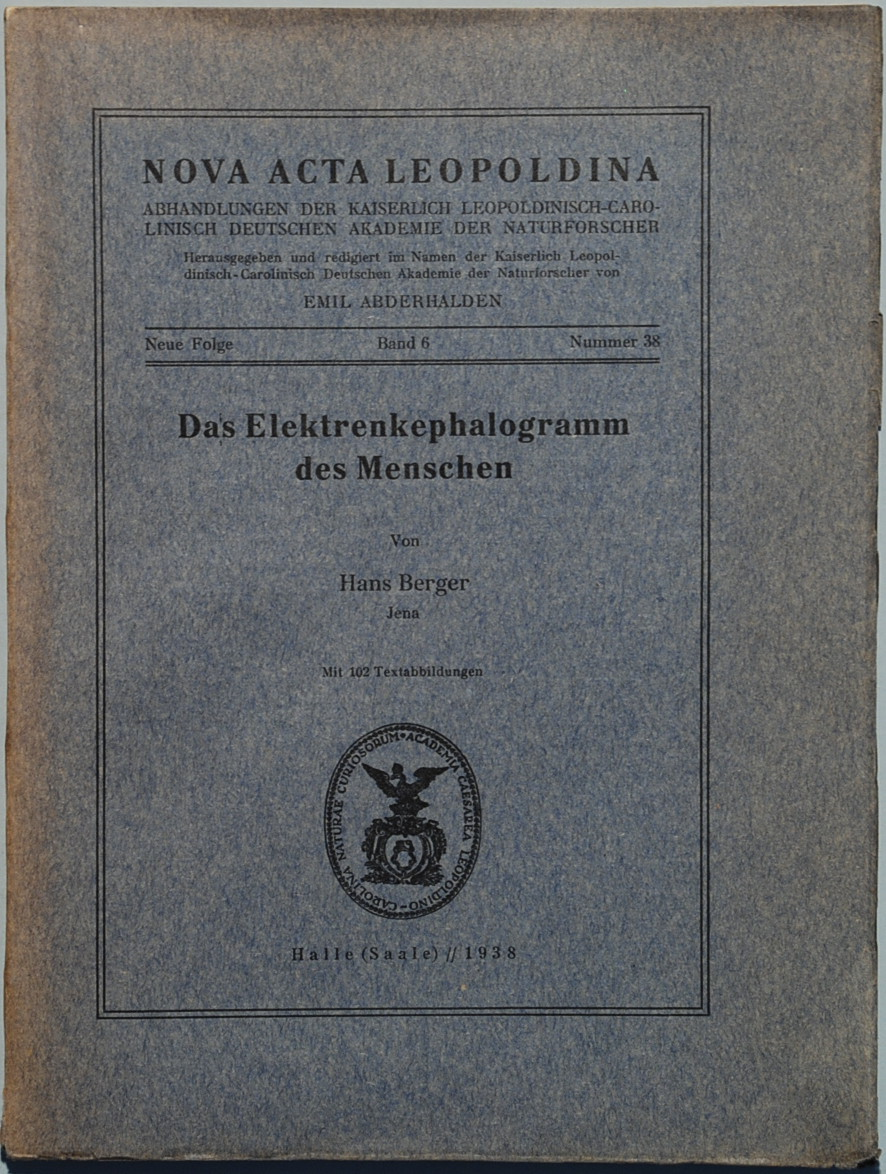
Original-Einband: Das Elektrenkephalogramm des Menschen

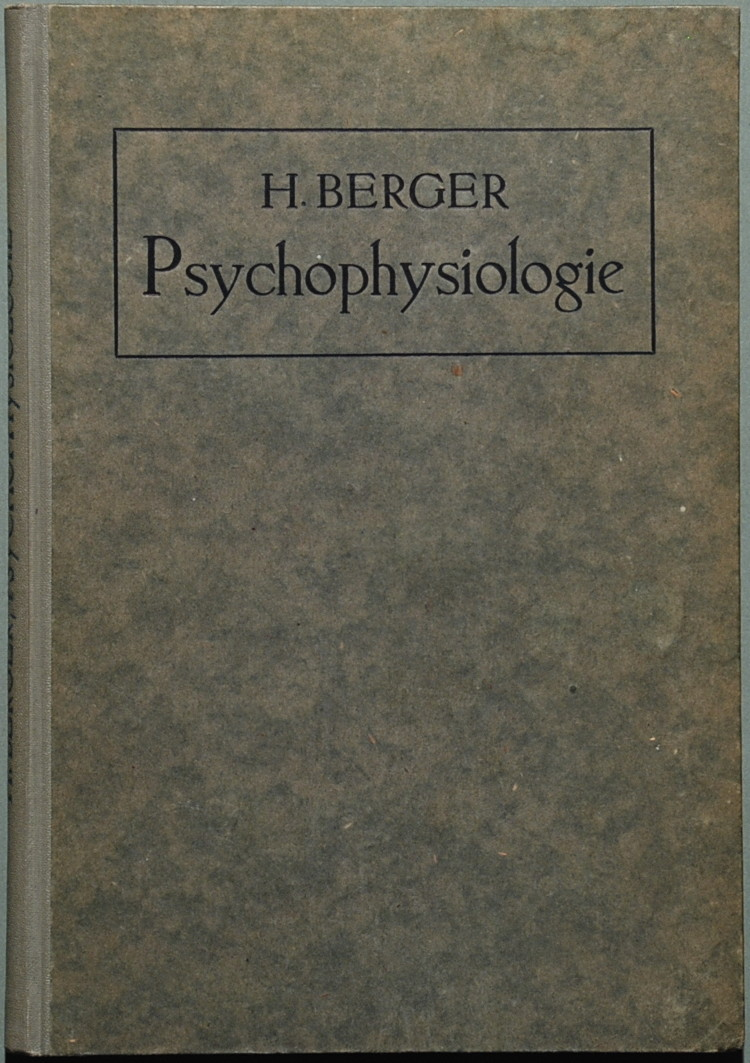
Original-Einband: Psychophysiologie

- Über das Elektroenzephalogramm des Menschen. In: Arch. Psychiat. Band 87, 1929, S. 527 ff.
- Das Elektrenkephalogramm des Menschen. In: Nova Acta Leopoldina. Band 6, 1938/1939, Nr. 38, S. 173–309. ISSN 0369-5034
- Psyche. Gustav Fischer, Jena 1940.
- Psychophysiologie in 12 Vorlesungen. Fischer Verlag, Jena 1921.
- Experimentelle Physiologie. Springer, Berlin 1937 (= Handbuch der Neurologie. Band A; 2).